# Tilia nasczokinii
Espèce
Classification phylogénétique
Tilia nasczokinii, ou Tilleul de Nasczokin, est une espèce d'arbre rare de la famille des Tiliaceae ou des Malvaceae, sous-famille des Tilioideae, selon la classification phylogénétique. Il est endémique en Sibérie.

## Description

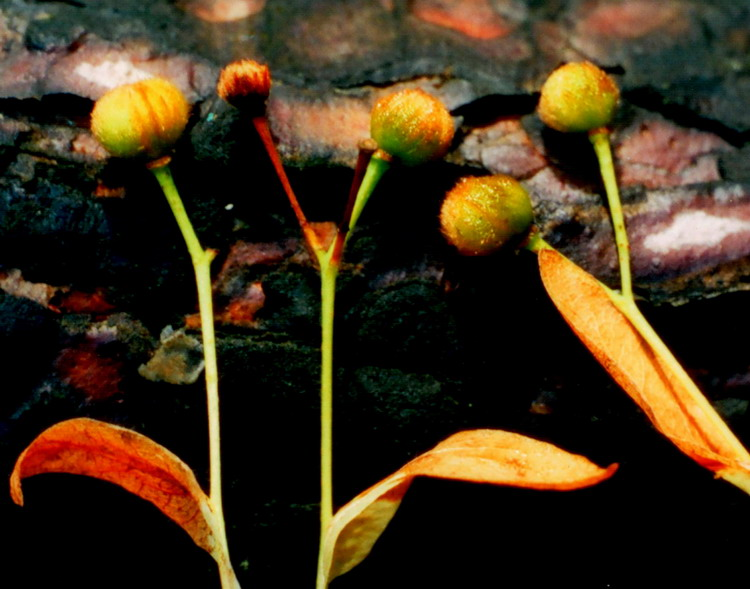
Fruits.

L'arbre atteint jusqu'à 20 m de haut. Son écorce, d'un gris pâle est crevassée. Les feuilles, vaguement ovales mesurent jusqu'à 15 cm de long. Les fleurs, petites, jaunâtres et presque blanches, vont de 0,8 à 1 cm de diamètre, groupées par cymes de 1 à 3. Le fruit est aplati.

## Écologie
On trouve Tilia nasczokinii dans les forêts de conifères peuplées de Pinus sylvestris.

## Culture
L'arbre n'est ni cultivé en Europe de l'Ouest ni en Amérique du Nord.

## Étymologie
L'arbre doit son appellation à Vladimir D. Nashchokin, botaniste russe (russe : Владимир Дмитриевич Нащокин), qui l'a étudié.

## Statut de conservation
Tilia nasczokinii est considéré comme une espèce menacée. Il fait partie de la Liste rouge du kraï de Krasnoïarsk.
Un lieu de conservation se trouve dans la réserve naturelle de  Stolby, à 3 km de Krasnoïarsk.